# Кірха
Кі́рха (нім. Kirche, швед. kyrka; походить через прагерм. *kirik від грец. κυριακόν — «Божий дім») — храмова споруда в християнстві. У скандинавських мовах, а також в фінській, естонській, та німецькій мовах — слово має оригінальне значення, і використовується на означення як релігійних будівель (церков), так і організацій релігійної громади, або спільноти християн. 
Лютеранська храмова споруда. У порівнянні з римо-католицькими спорудами відзначалася скромнішими архітектурними формами і вбранням.

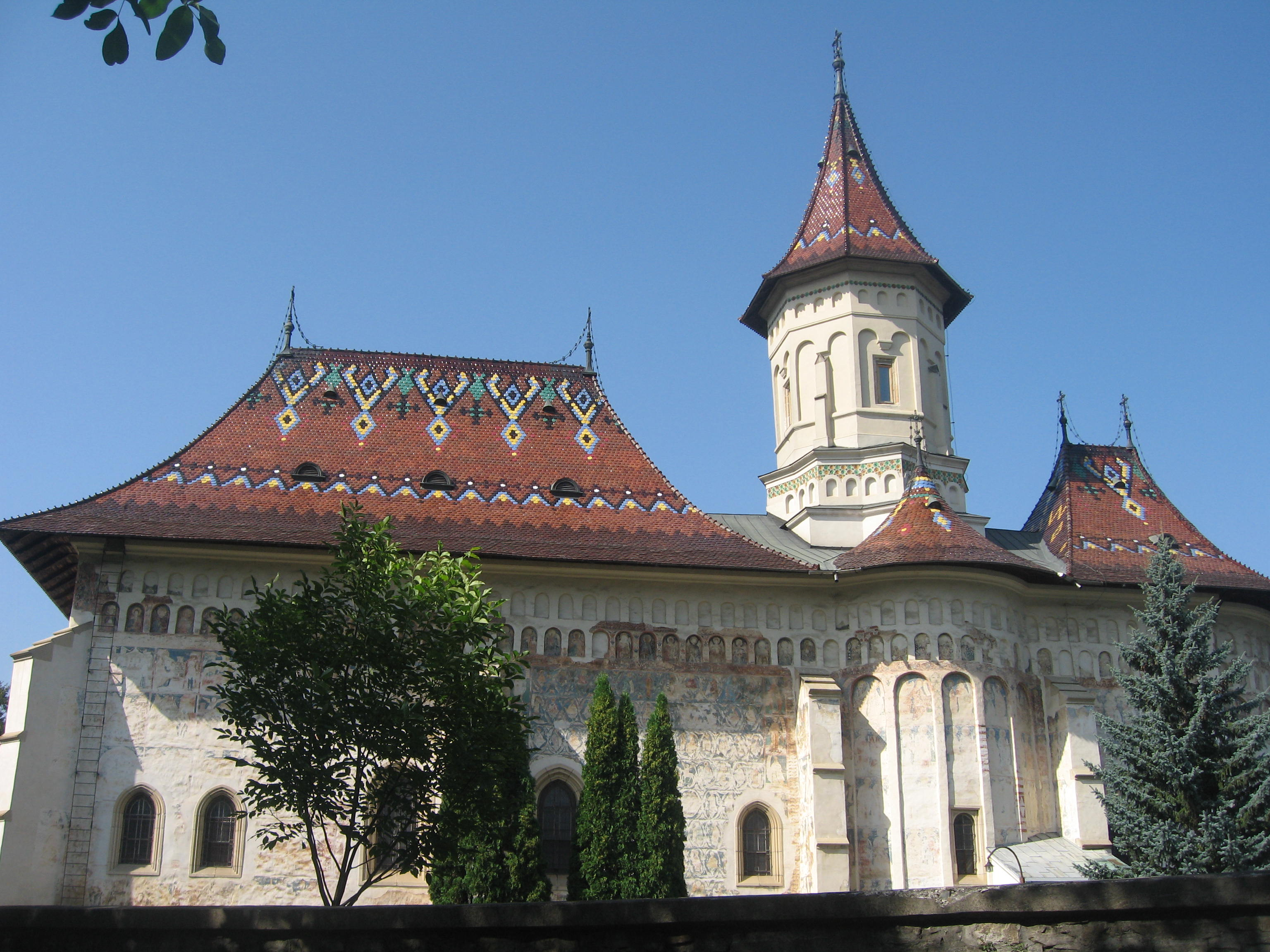
Кірха в Сучаві, Румунія

## Архітектура основних форм
Фасад часто нагадує одну або дві вежі. Основні архітектурні компоненти традиційної європейської архітектури церкви: хор (вівтар), трансепт і нава.

### Стилі

#### Романський стиль

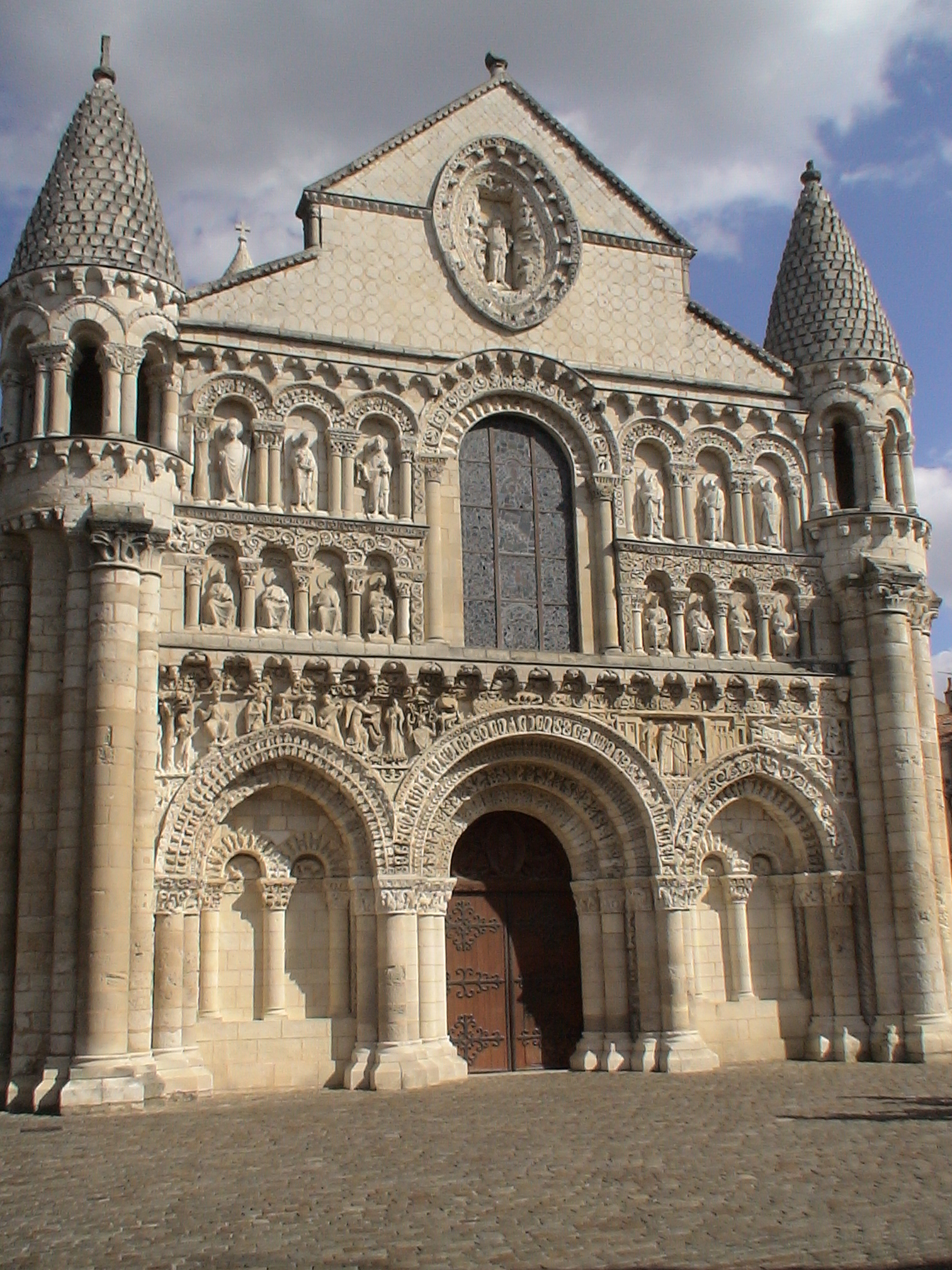
Нотр-Дам-ла-Ґранд (Пуатьє), завершений в 1150, Пуатьє
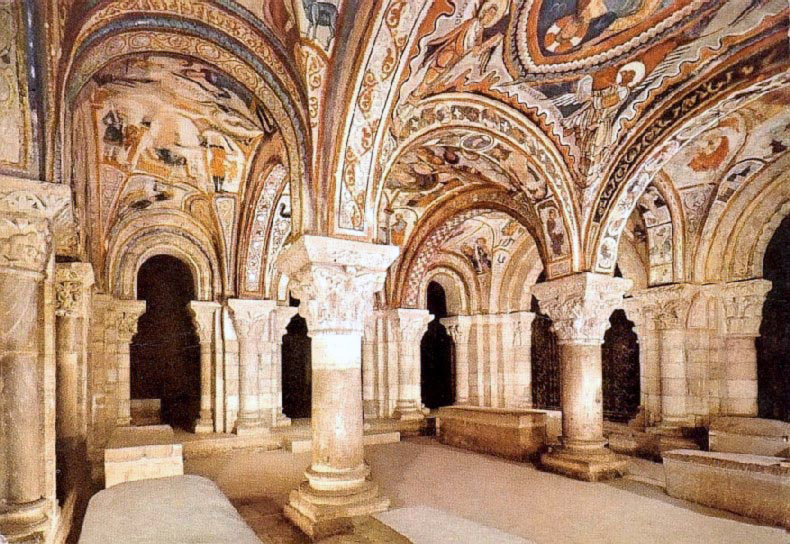
Храм Сан-Ісідоро в Леоні, Іспанія
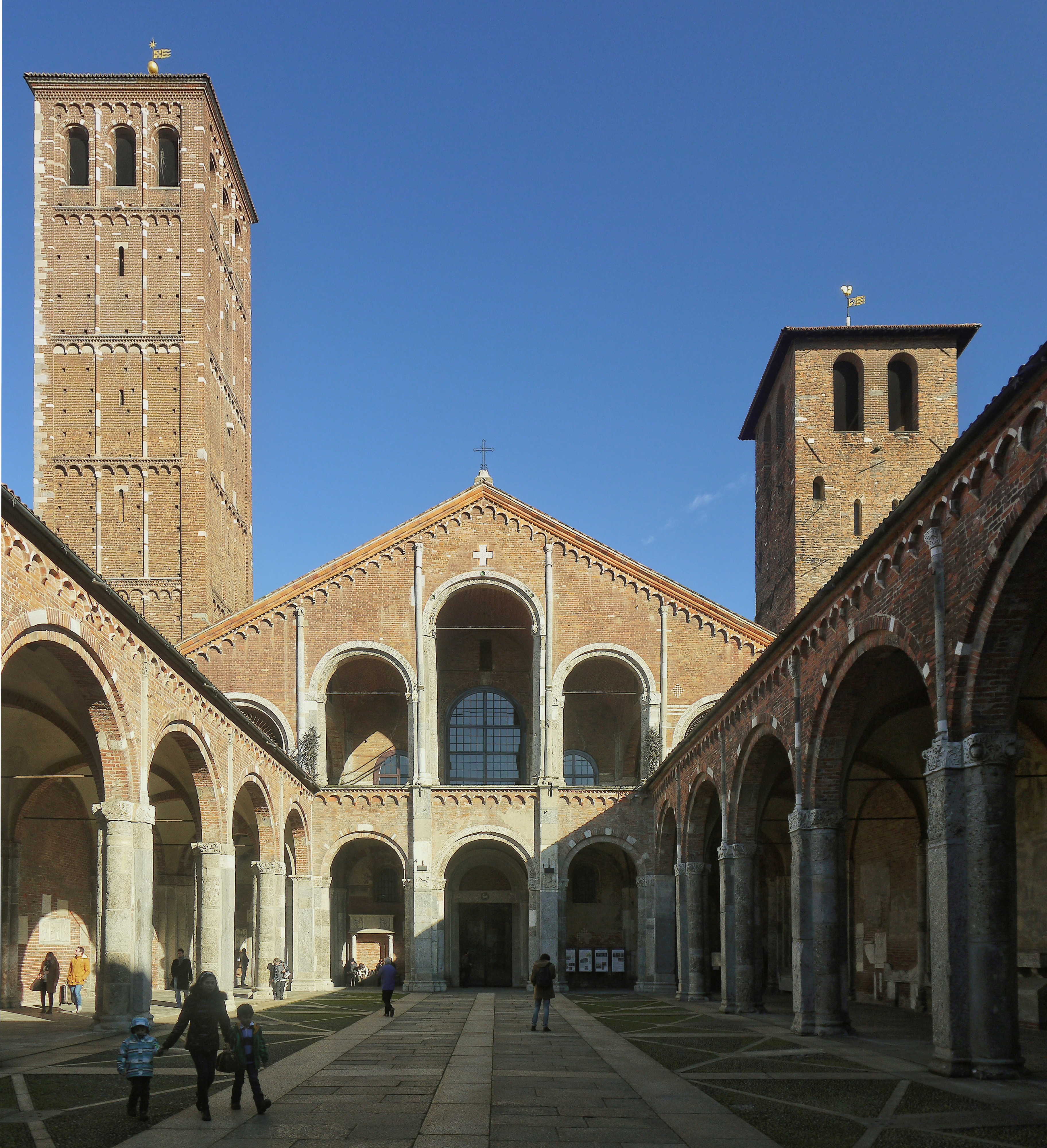
Атріум і Західний портал храму Святого Амвросія в Мілані
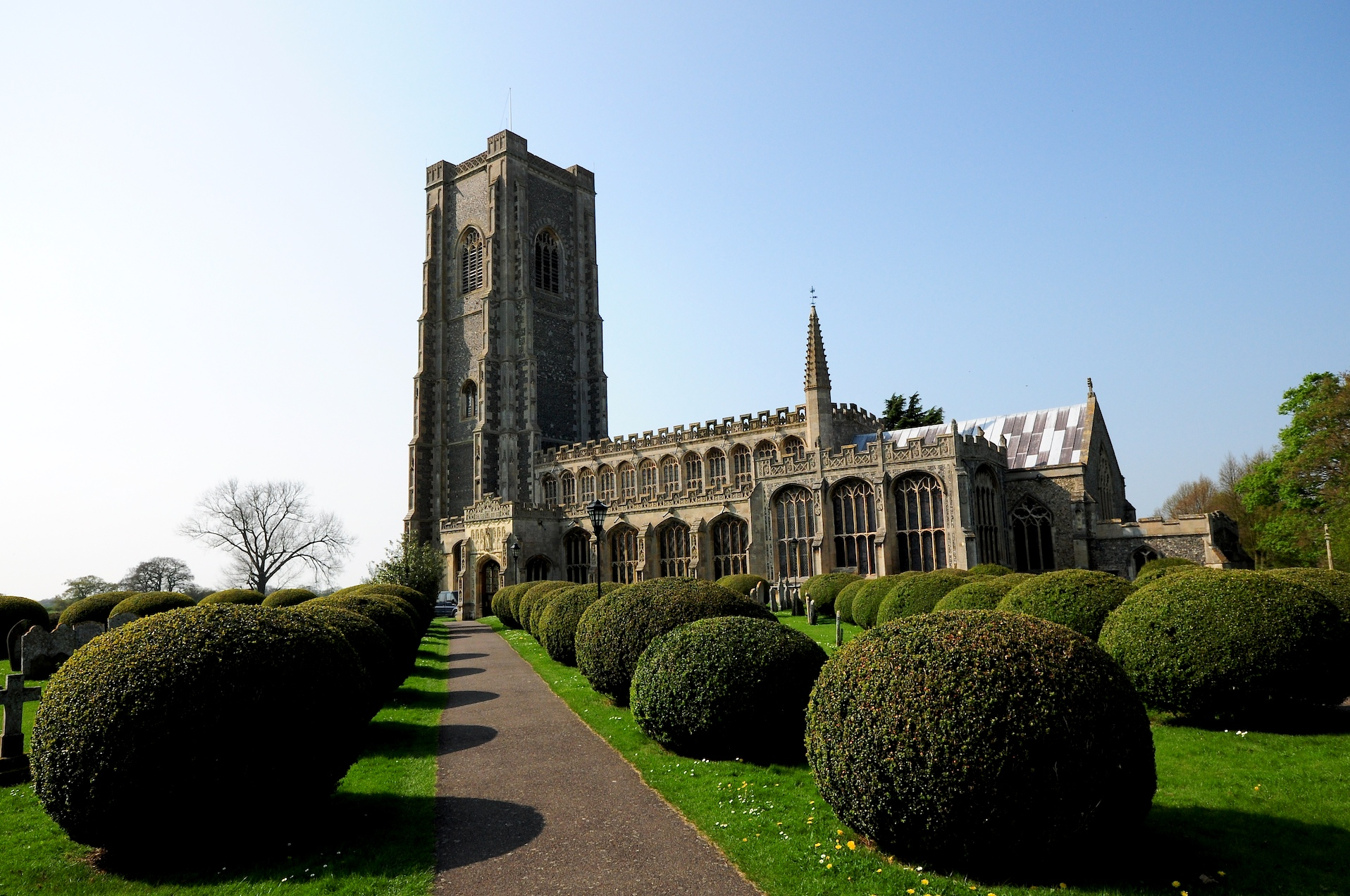
Кірха в Лавенхемі (Суффолк, Англія)
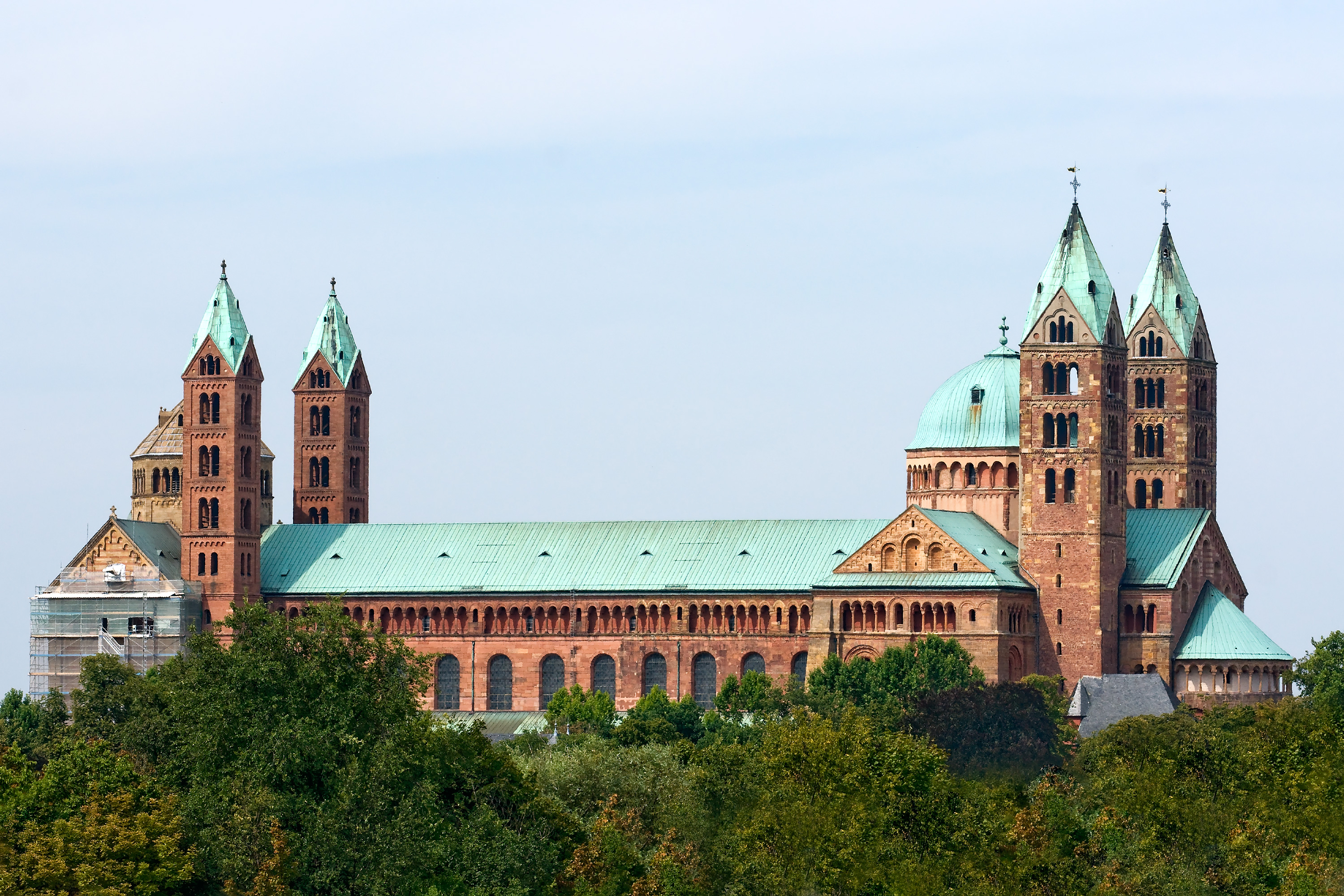
Шпаєрський собор, Шпаєр, Німеччина

#### Готичний стиль

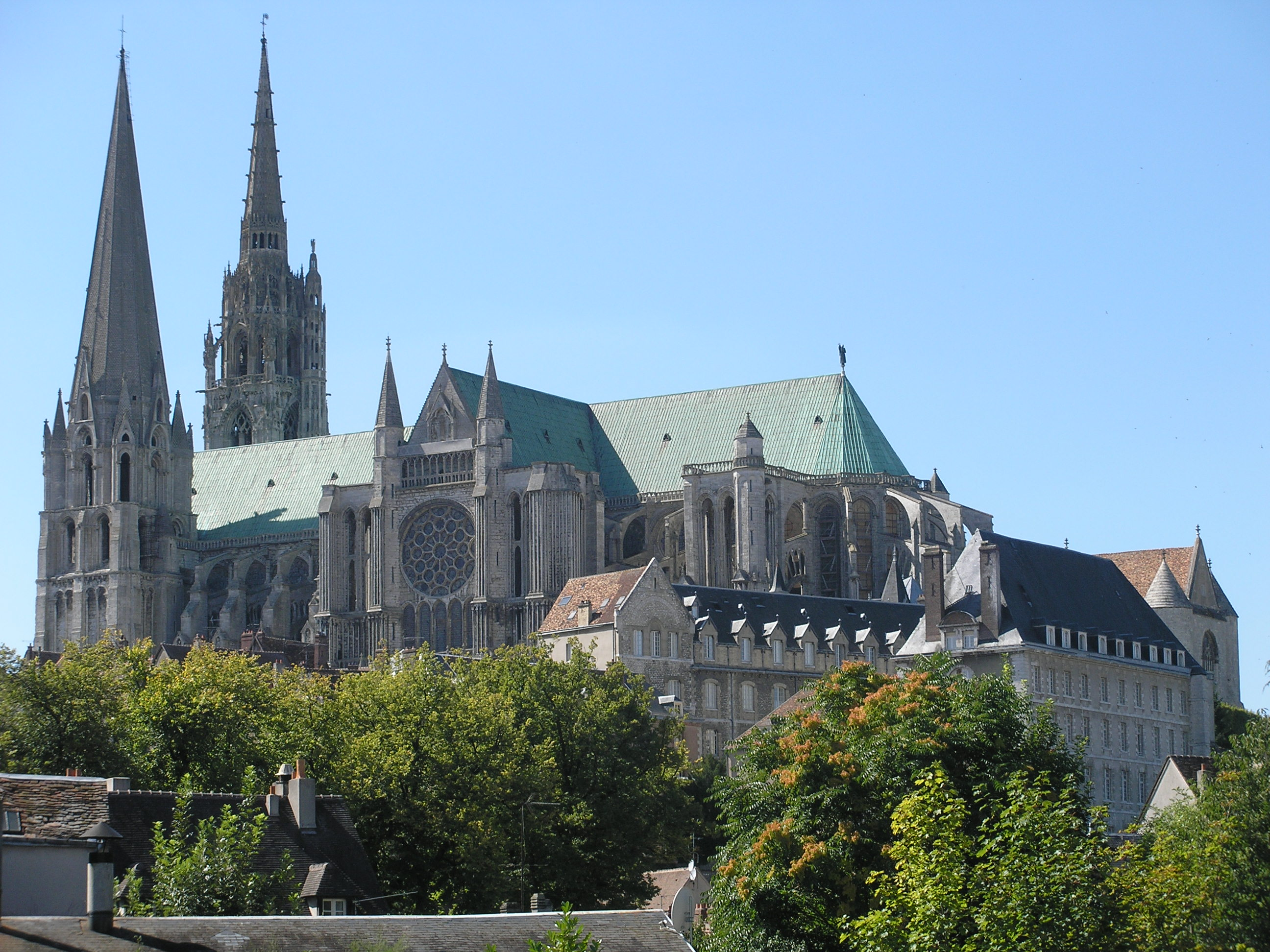
Собор Нотр-Дам-де-Шартр (загальний вигляд)
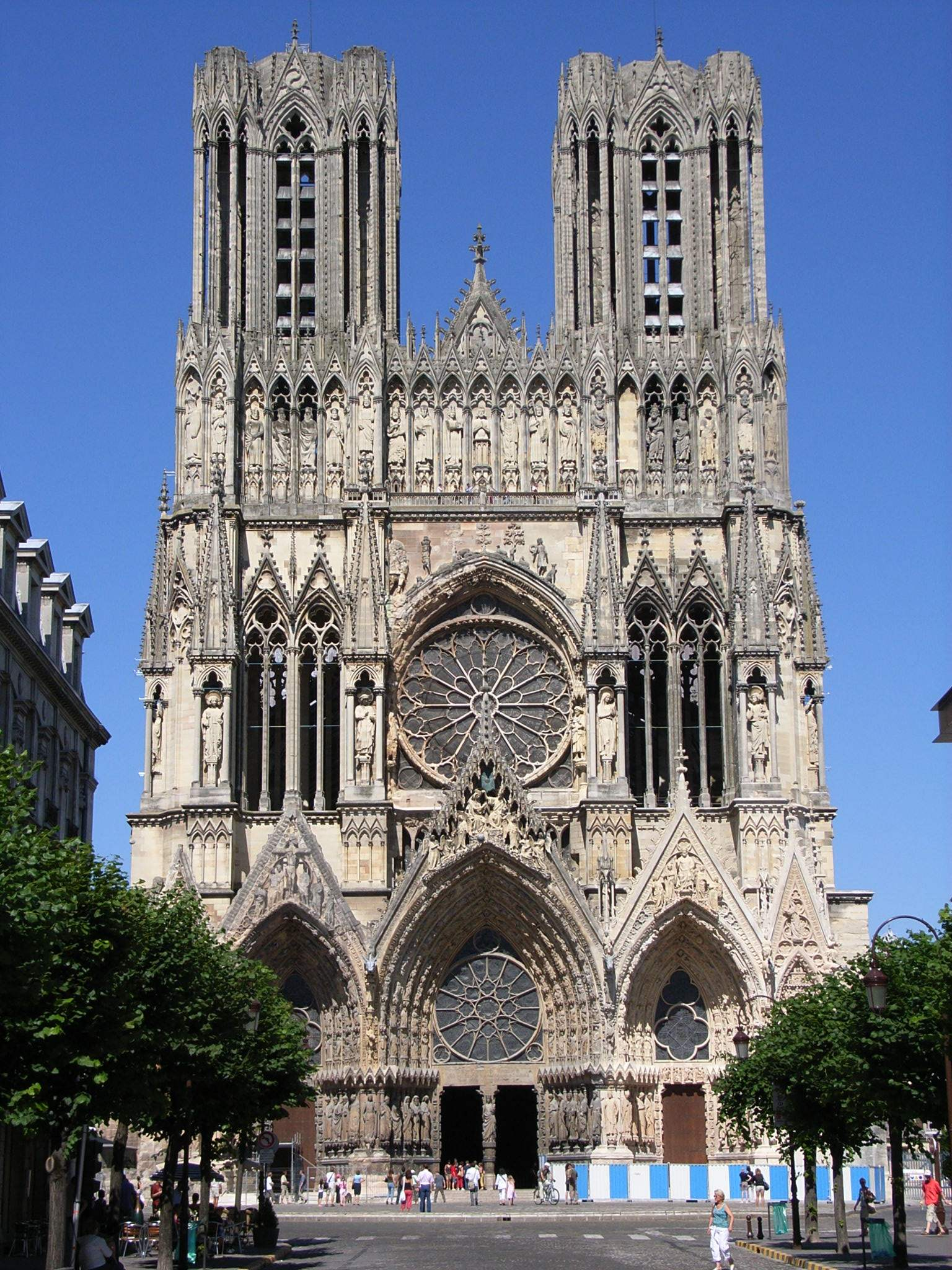
Собор Нотр-Дам де Реймс
Собор Святого Віта, Прага
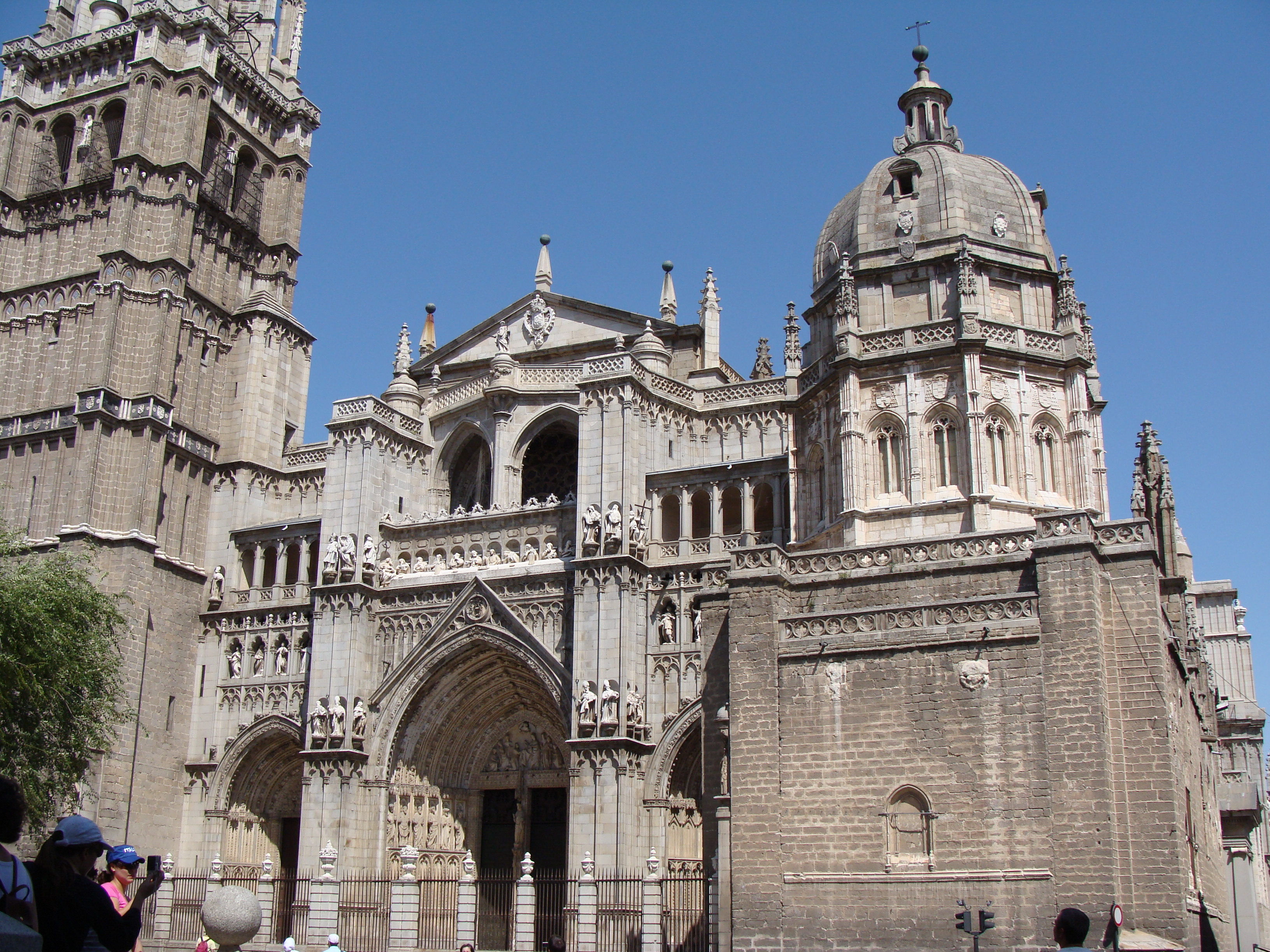
Кафедральний собор в Толедо, Іспанія
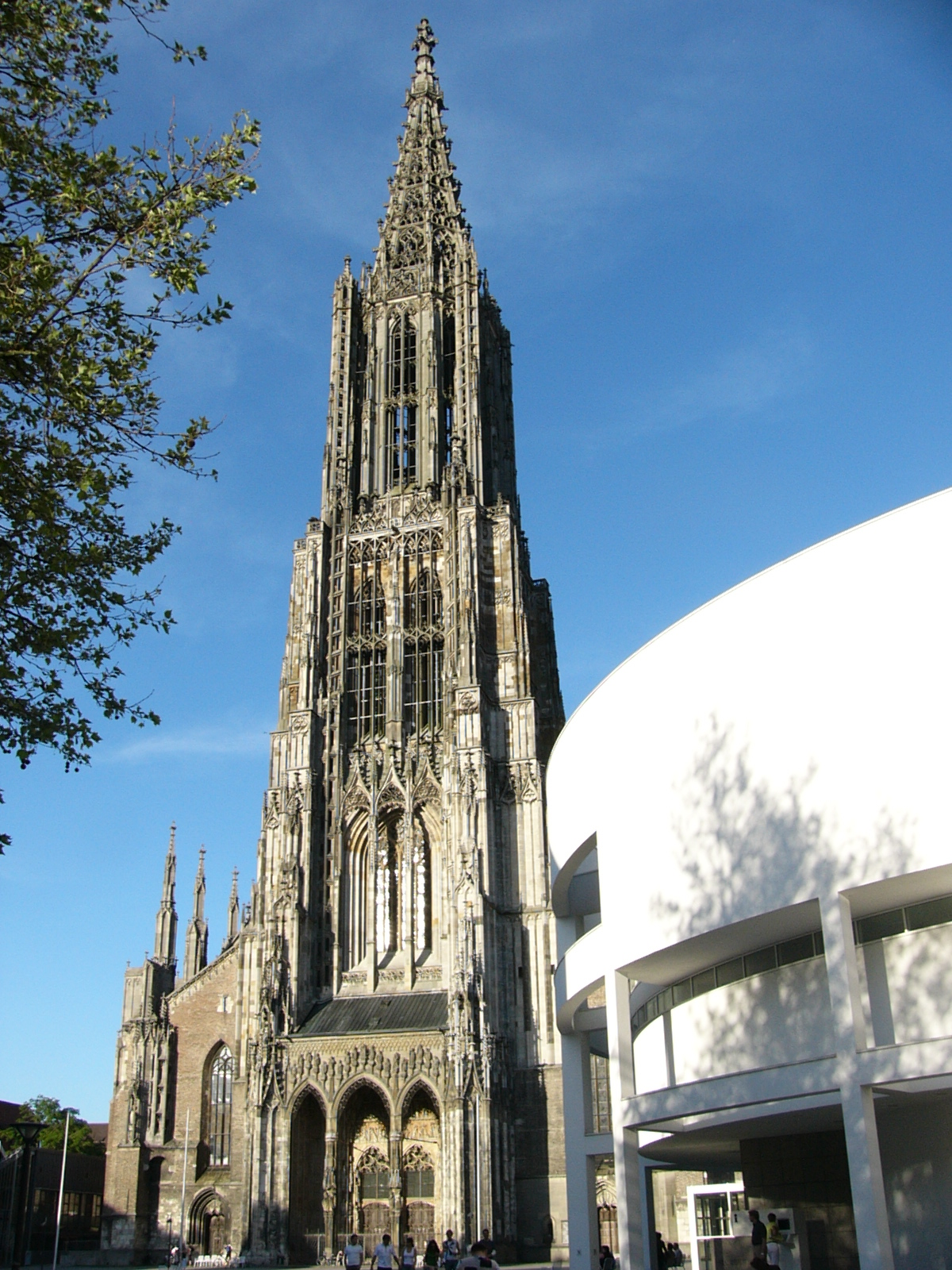
Ульмський собор (Ульмський Мюнстер; нім. Ulmer Münster), Ульм, Німеччина
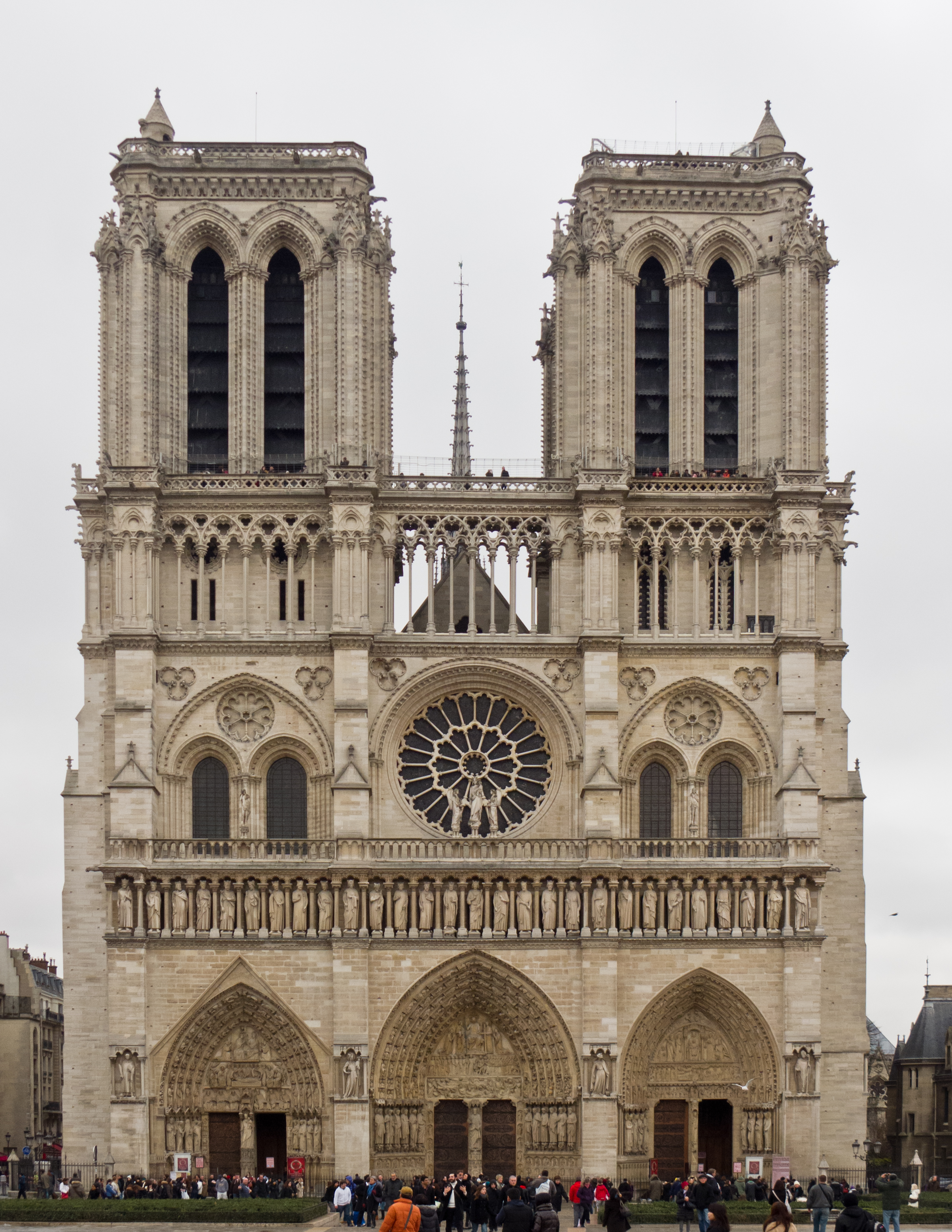
Собор Паризької Богоматері (Нотр-Дам де Парі), Париж, Франція
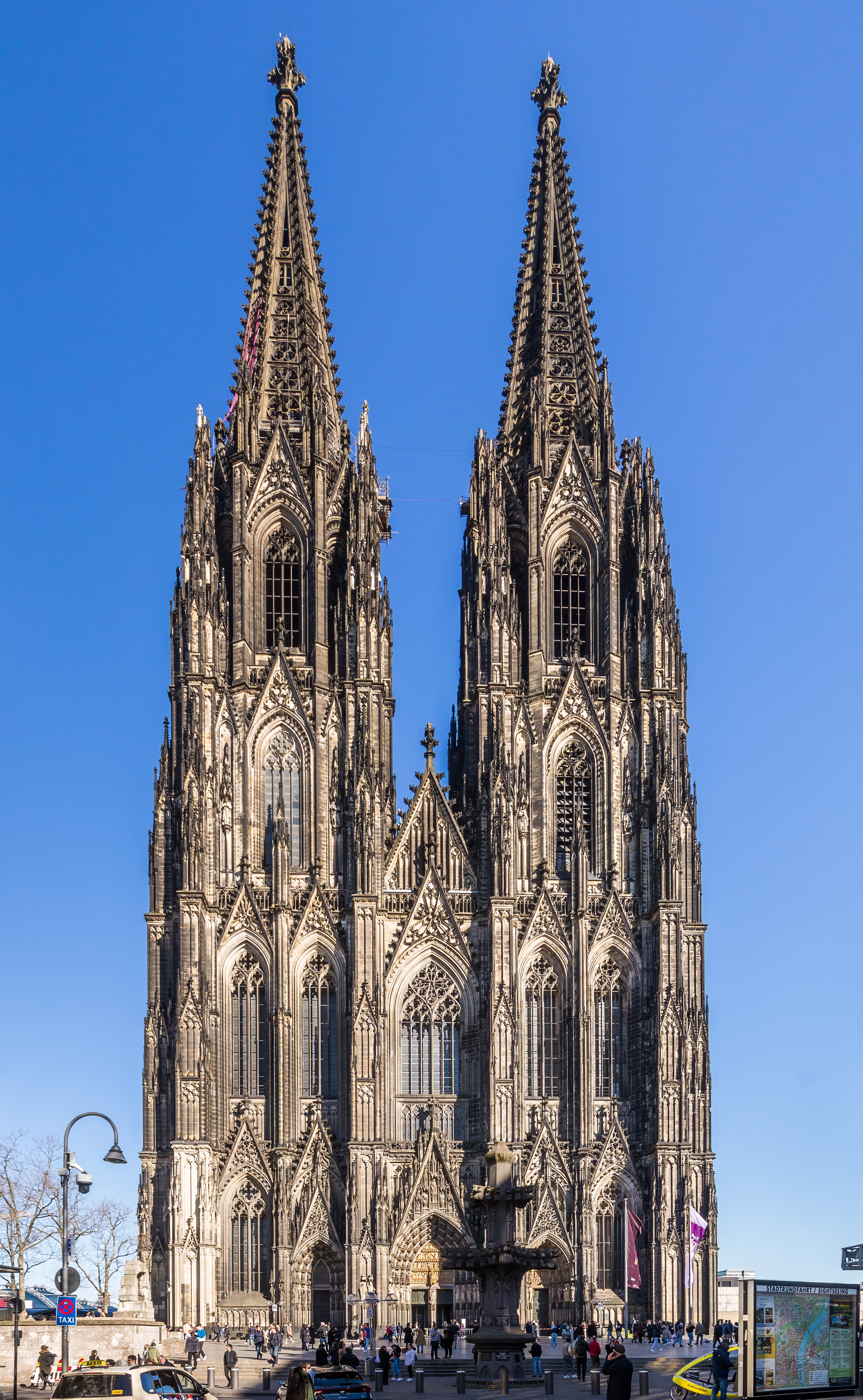
Кельнський собор, Кельн, Німеччина

##### Неоготика

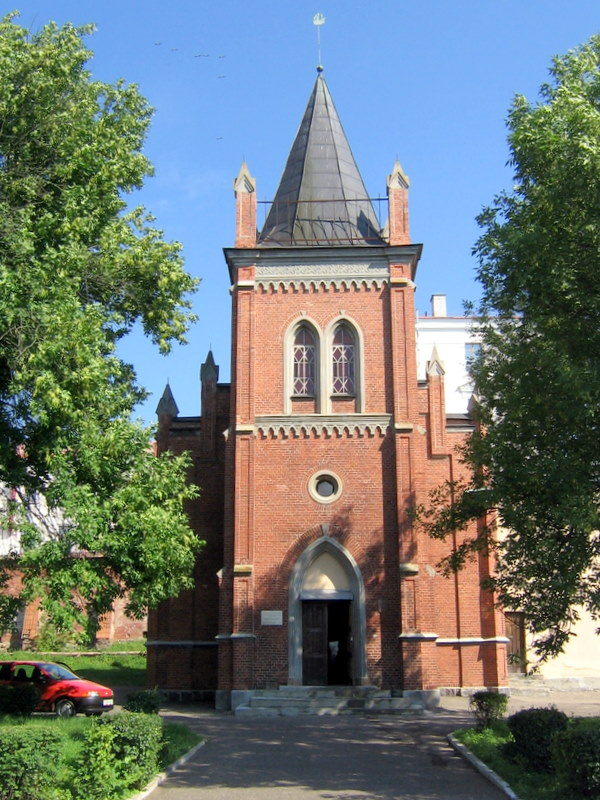
Полоцька кірха, Полоцьк, Білорусь
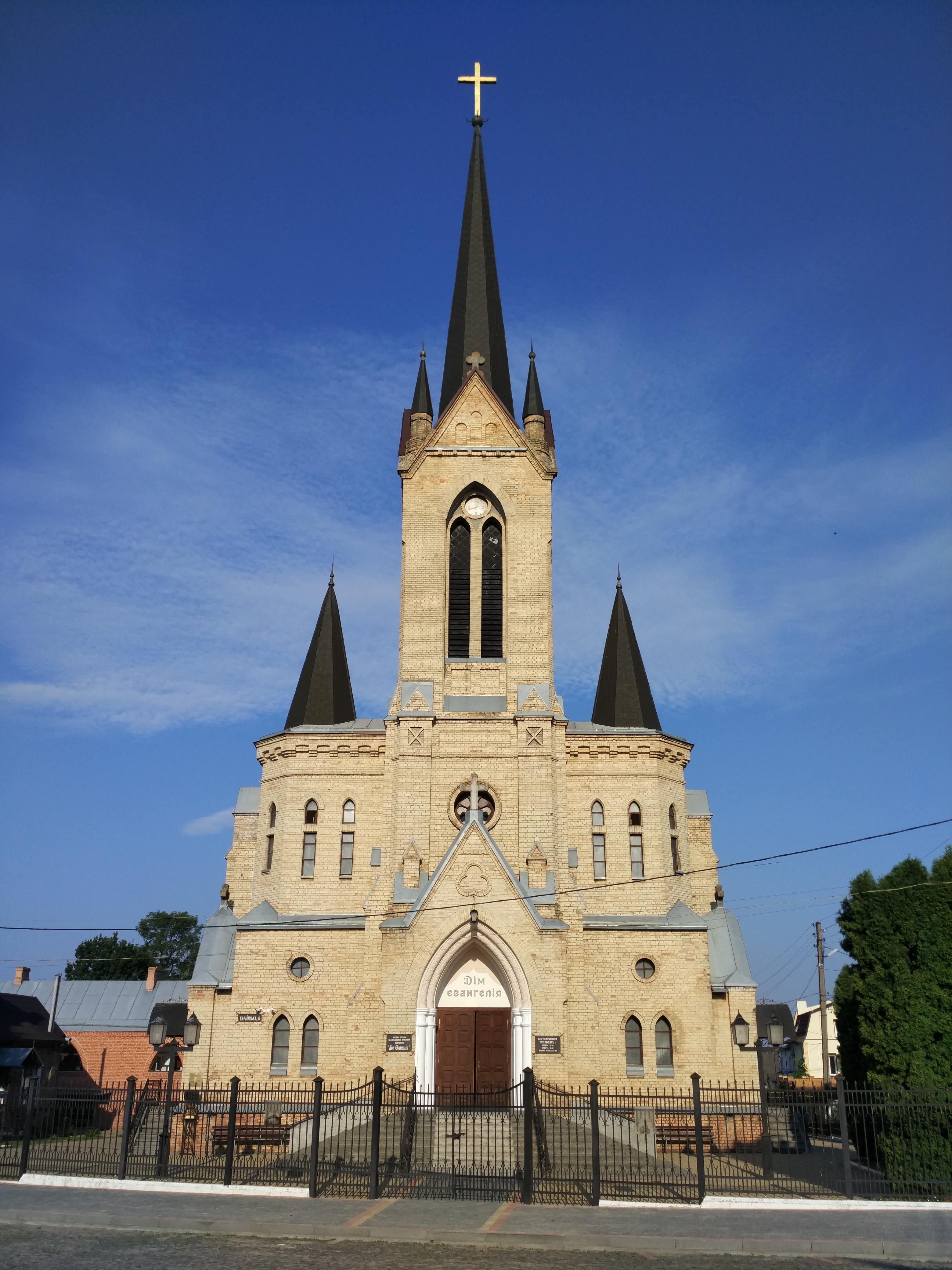
Лютеранська кірха в Луцьку, Україна
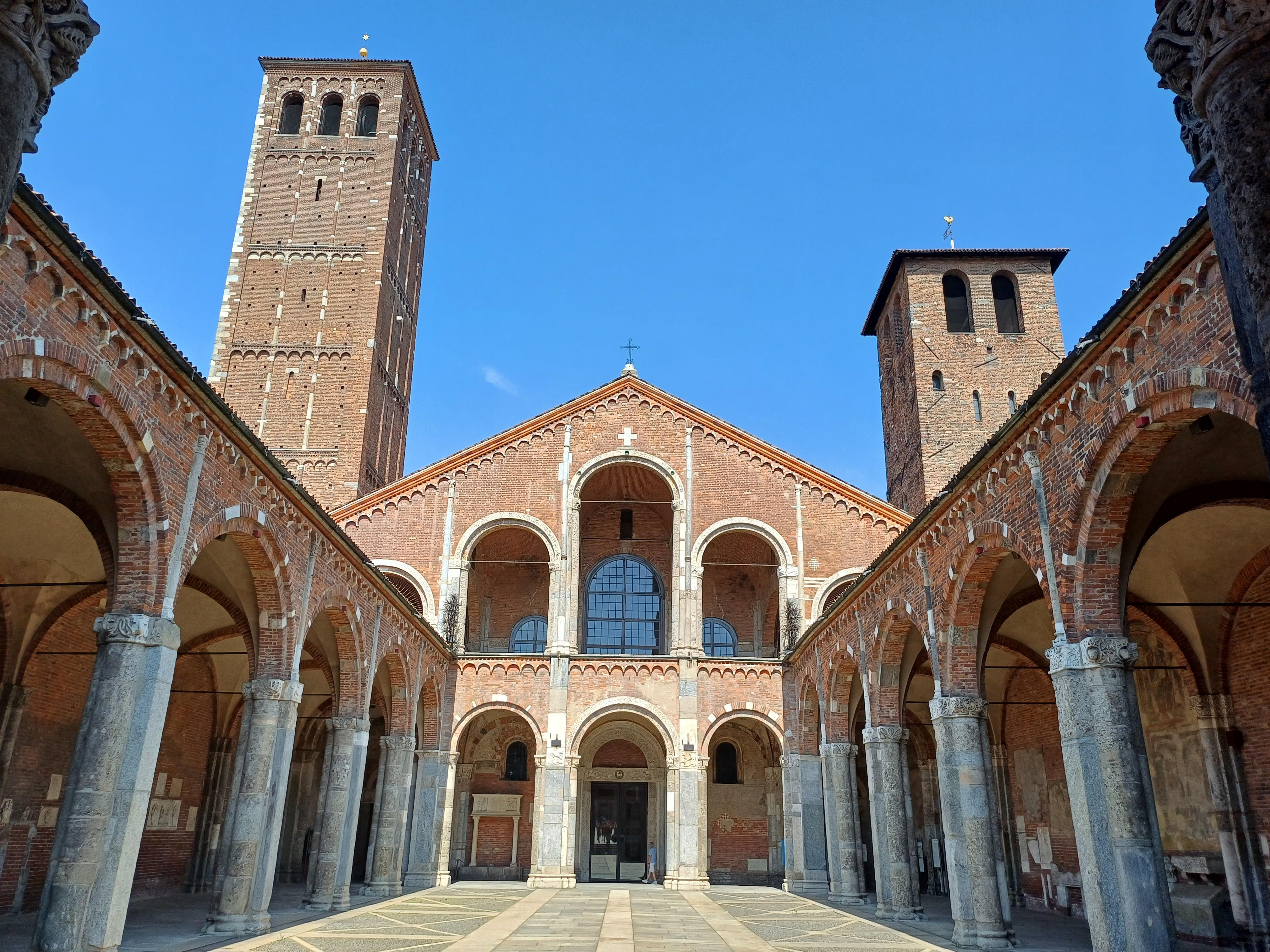
Атріум і Західний портал храму Святого Амвросія в Мілані
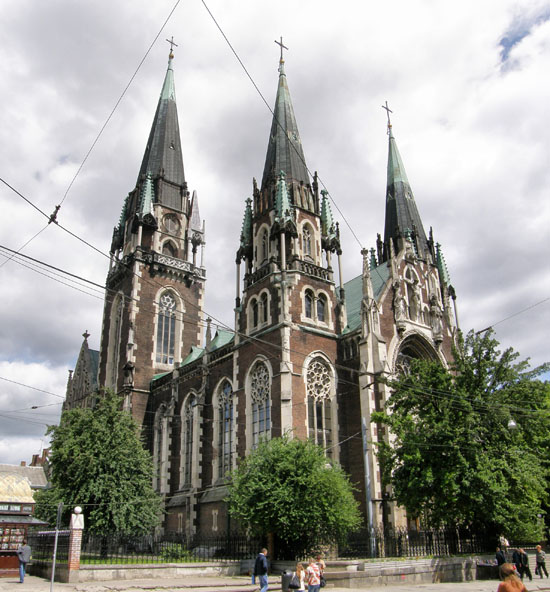
Церква святих Ольги і Єлизавети, Львів, Україна

##### Псевдоготика

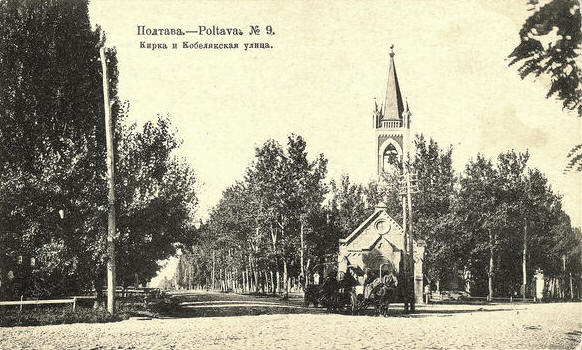
Петропавлівська кірха, Полтава, Україна

#### Класицизм

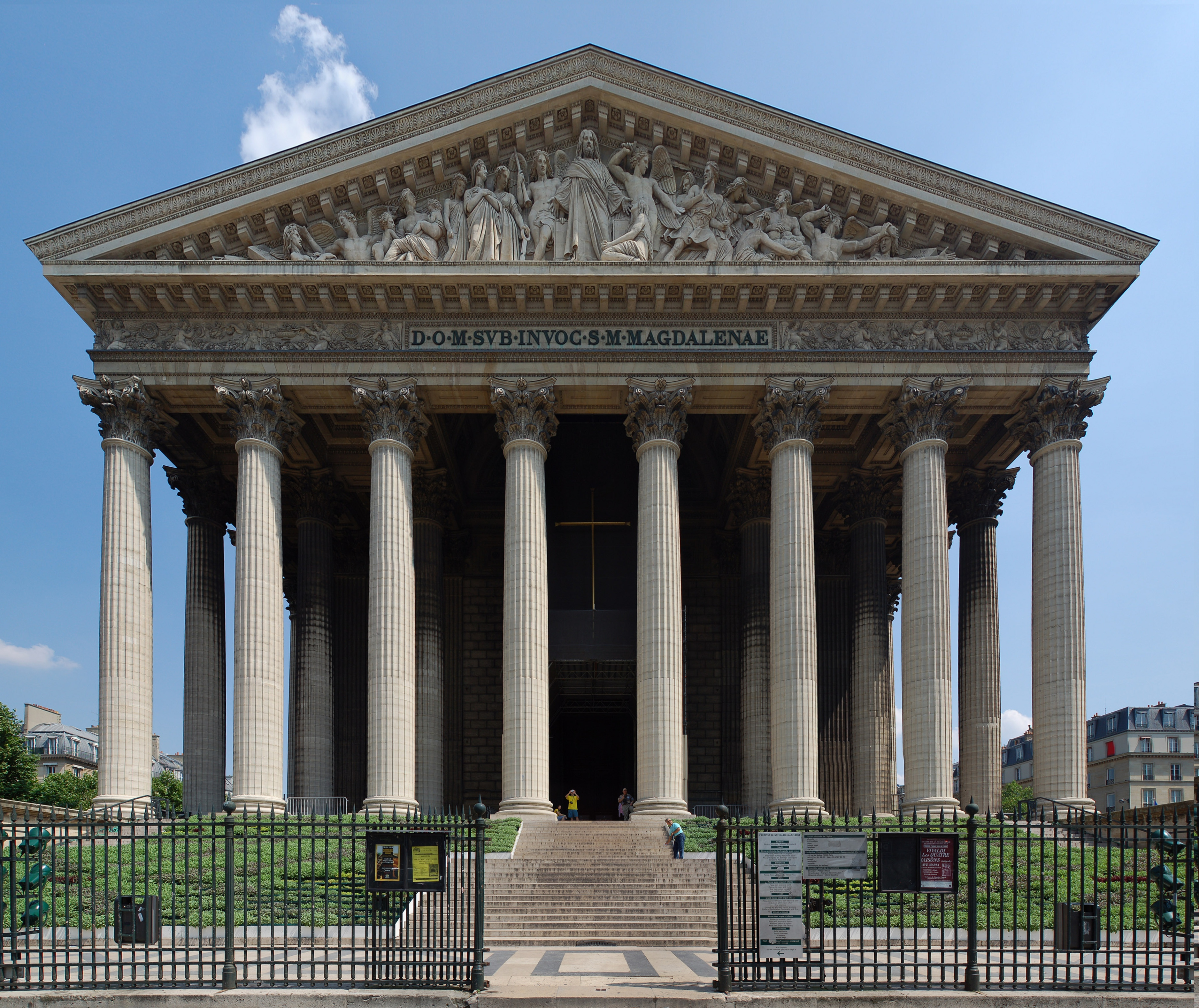
Класична церква Мадлен, Париж

#### Ренесанс

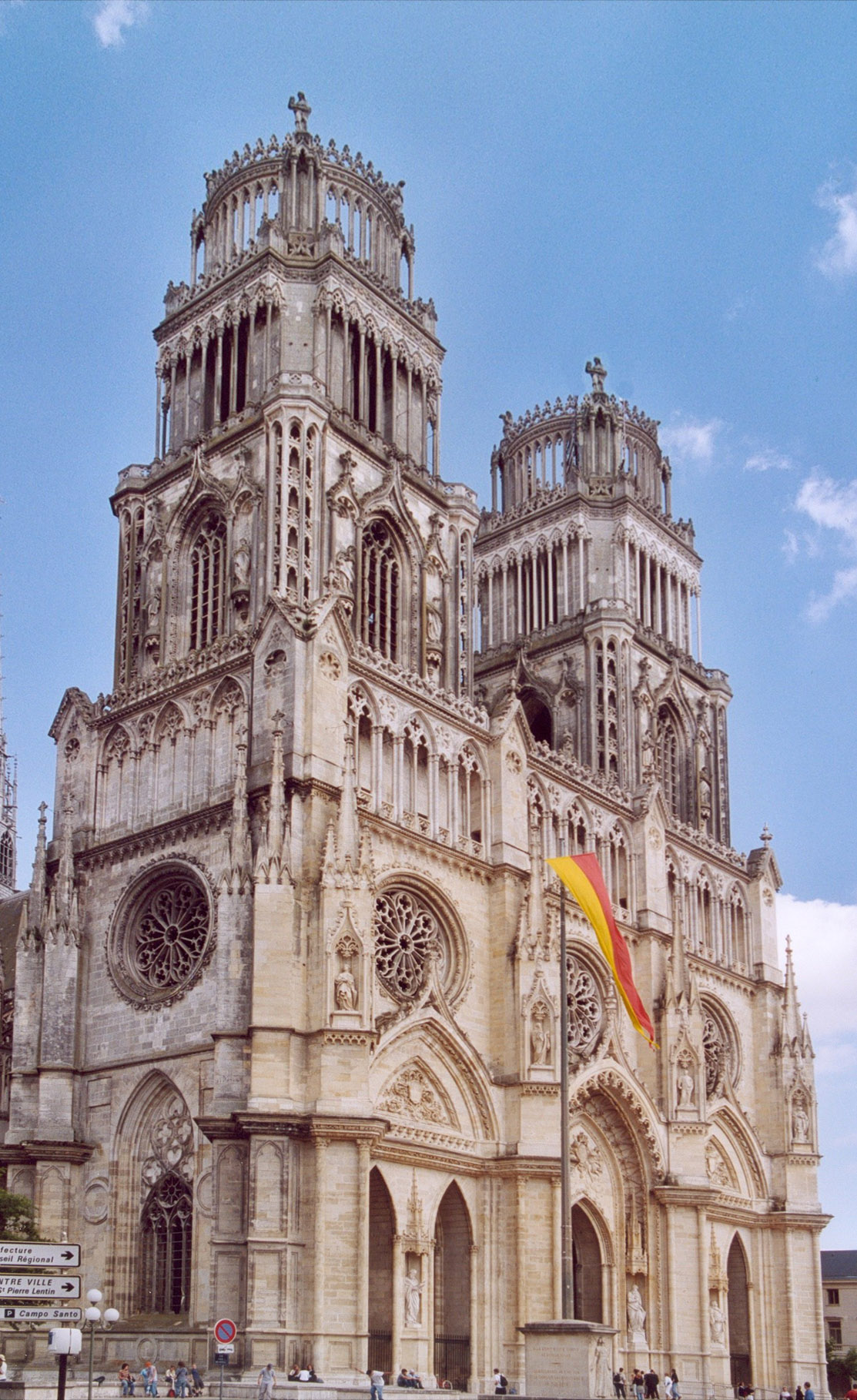
Кафедральный Собор Орлеан, Франція

#### Бароко

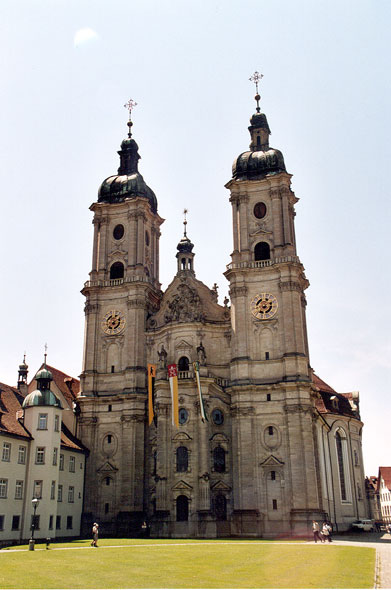
Церква в Санкт-Галлен, Швейцарія

#### Модерн

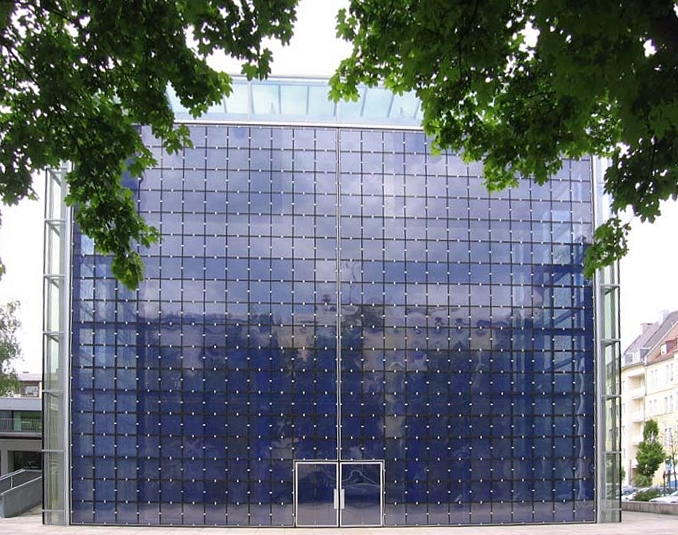
Свята Церква Серця, Мюнхен